# Японская оккупация Индонезии
Японская оккупация Индонезии в ходе Второй мировой войны длилась с 9 марта 1942 года по 17 августа 1945 года. Япония без труда захватила Индонезию, не встречая сопротивления местного населения, поскольку сама страна на момент оккупации являлась колониальным владением Нидерландов и называлась Голландская Ост-Индия. Поскольку Япония была не в состоянии контролировать огромные территории от Алеутских до Соломоновых островов, то она делала ставку на создание туземной администрации с привлечением к управлению местного населения. Идеологически Япония стремилась показать, что она стремится к созданию сферы сопроцветания Великой Восточной Азии. Эти идеи нашли сочувствие у индонезийских борцов за независимость. Именно в годы японской оккупации появились «ростки независимости». В японской колониальной администрации начал свою карьеру будущий президент страны Сукарно. Легальное положение обрел национальный флаг, гимн и язык. Появились индонезийские вооруженные формирования.

## Предвоенное положение в Нидерландской Ост-Индии
24 мая 1937 года радикальные националисты и некоторые члены подпольной компартии создали «Движение индонезийского народа» («Гериндо»). Движение Гериндо, не провозглашая принцип несотрудничества, выступало за политическую и экономическую независимость страны, а также за борьбу против фашизма. В связи с распространением слухов о том, что в соответствии с Антикоминтерновским пактом Германия и Япония договорились о разделе Индонезии, в 1939 году Гериндо потребовало принять меры к развитию экономики Индонезии и к созданию народной милиции для обороны архипелага.
В мае 1939 года Гериндо, мусульманская партия «Сарекат Ислам» и некоторые другие партии объявили о создании «Индонезийского политического объединения» (ГАПИ). Программа ГАПИ включала требования самоопределения для Индонезии, обеспечения национального единства, создания демократически избираемого парламента, ответственного перед народом Индонезии, и правительства, ответственного перед парламентом. В декабре ГАПИ провело Конгресс индонезийского народа, в котором приняли участие представители 90 национальных организаций. Конгресс официально провозгласил индонезийский язык в качестве национального языка, красно-белый флаг — в качестве национального флага Индонезии, а песню «Великая Индонезия» — в качестве гимна страны. Конгресс принял резолюцию с предложением сотрудничества между народами Индонезии и Нидерландов в условиях резкого осложнения международной обстановки.
В августе 1940 года правительство Нидерландов в изгнании заявило, что в сложившейся ситуации не намерено разрабатывать какие-либо планы относительно изменения правового статуса Нидерландской Индии. Подписание Атлантической хартии, по мнению нидерландского правительства, не являлось поводом для каких-либо изменений курса по отношению к Индонезии. Оно ограничилось лишь тем, что в сентябре 1940 года создало комиссию по выяснению чаяний туземного населения. Несмотря на разочарование, ГАПИ решило сотрудничать с этой комиссией, и 14 февраля 1941 года передало ей развёрнутый проект будущего конституционного устройства Индонезии в рамках конфедерации с Нидерландами, на формирование которой отводилось пять лет. Однако комиссия отвергла проект, сославшись на «специфические условия» в колонии; лишь в мае 1941 года королева Вильгельмина в радиообращении из Лондона высказалась в самых расплывчатых выражениях в пользу изменения отношений между Нидерландами и Индонезией, но только после окончания войны.
В сентябре 1941 года состоялся второй Конгресс индонезийского народа, объявивший себя постоянно действующей Народной ассамблеей Индонезии. После вступления Японии в войну, 13 декабря 1941 года лидеры Народной ассамблеи и ГАПИ выступили с заявлением, в котором выражалась лояльность правительству Нидерландов и содержался призыв к народу Индонезии поддержать правительство метрополии в деле обеспечения мира и безопасности; в знак протеста против этого заявления партия «Сарекат ислам» вышла из состава Ассамблеи и ГАПИ.

## Начало японской оккупации и план «Тига-А»
На первых порах японское административное деление Индонезии просто соответствовало расположению оккупационных армий: Ява находилась в ведении 16-й армии, Калимантан и острова южной части архипелага — в ведении флота, а Суматра была объединена под общей военной администрацией 25-й армии с Малайей, поскольку коренные жители Малакки и Суматры были близки друг другу и культурно отличались от яванцев. 
Согласно первоначальным японским планам, в Индонезии должно было быть создано прояпонское независимое правительство. После принятия конституции страна должна была заключить с Японией военный договор по аналогии с такими странами-сателлитами, как Маньчжоу-Го. 
Проведение в жизнь пропагандистской кампании было возложено на отдел пропаганды 16-й армии. Разработанный в Токио план назывался «Тига-А» («Три А»), что расшифровывалось как три ипостаси Японии в Азии: «светоч», «вождь» и «покровитель». Цель кампании заключалась в доказательстве индонезийцам общности их интересов с Японией, после чего они должны были трудиться на японские вооруженные силы и поддерживать её в войне.

## Создание национальной администрации
Вскоре после оккупации японцами Суматры полковник Фудзияма, командовавший разместившейся там дивизией, приказал отыскать Сукарно и доставить его к себе. После недолгих колебаний Сукарно дал согласие. Сам он впоследствии вспоминал:
Наш народ ненавидел голландцев, тем более теперь, когда они бежали, как крысы, оставив нас на милость победителей. Никто из них даже не пытался защитить нас или нашу страну… Я знал жестокость японцев, знал, как они себя вели на оккупированных территориях, но что поделать — с этим нам пришлось смириться на несколько лет.
Узнав о том, как Фудзияма использует Сукарно, командующий размещённой на Яве 16-й армией генерал Имамура попытался также привлечь на свою сторону местных националистических лидеров, однако те указали, что без привлечения к работе на Яве самого Сукарно из движения «Тига-А» ничего не выйдет. Поэтому в июле 1942 года Сукарно был перевезён на Яву. Сразу же после прибытия Сукарно встретился с основными лидерами индонезийского национализма — Хаттой и Шариром, и предложил им сотрудничество до тех пор, пока не будут изгнаны японцы. План Сукарно заключался в том, чтобы использовать все легальные возможности для укрепления индонезийских освободительных сил и создания национальных организаций. Как говорил Сукарно, «мы посадили семена национализма — теперь пускай японцы их выращивают».

### Путера
Сукарно предложил японцам создать новую массовую организацию, призванную мобилизовать индонезийский народ для помощи Японии. Предложение было принято, и 8 декабря 1942 года генерал Имамура на торжественном празднестве, посвящённом годовщине победы в Пёрл-Харборе, публично объявил о предстоящем создании национальной индонезийской партии. Официально она была основана 3 марта 1943 года и получила название «Путера». Для японцев это расшифровывалось как сокращение от слов «Центр народных сил», но для индонезийцев звучало и как «сын Отечества». Формально руководили партией Сукарно и три его заместителя — Хатта, Мансур и Деванторо. Основными задачами Путеры объявлялись создание «Великой Азии», обучение борьбе с трудностями военного времени, углубление понимания между японцами и индонезийцами и т. д.
Путера стала оплотом японской оккупационной администрации. Однако Сукарно правильно оценил, что по мере того, как дела держав Оси на фронтах будут идти всё хуже, японская политика в Индонезии будет изменяться в сторону либерализации и заигрывания с индонезийцами. И последующие события быстро подтвердили его правоту: уже 16 июня 1943 года премьер-министр Японии Хидэки Тодзио в программной речи на 83-й сессии парламента обещал предоставить в ближайшее время независимость Филиппинам и Бирме, и упомянул о самоуправлении для Явы. Хотя конкретных сроков установлено не было, а о прочих частях Индонезии не упоминалось вообще, Сукарно, выступая по радио с ответом на эту речь, не пожалел добрых слов для Японии и подчеркнул, что Индонезия, ранее оккупированная небольшой европейской страной, теперь возвращается в ряды полноправных азиатских народов.
В июле 1943 года Тодзио посетил Яву в ходе поездки по захваченным странам. В приветственной речи Сукарно не упустил возможности выразить надежду, что Япония «вернёт Индонезию индонезийцам». 21 августа японцами было объявлено о создании Генерального совещания для индонезийцев в Джакарте, и местных советов — в провинциях. Вскоре японцы принудили Генеральное совещание проголосовать за введение в стране всеобщей трудовой повинности и заставили лидеров Путеры громогласно ратовать за её проведение.

### Союз верности народу
Решив, что Путера не отвечает возложенным на неё задачам, японцы её распустили, а вместо неё с 1 марта 1944 года начал функционировать «Союз верности народу» опять же с Сукарно во главе. Тем временем в Индонезии усиливался рост недовольства, в различных местах архипелага возникали подпольные группы и отряды, однако национальные лидеры по-прежнему стремились ни в коем случае не допустить открытых выступлений.
В связи с тем, что успехи войск Союзников стали отрицательно сказываться на престиже индонезийских деятелей, сотрудничающих с японскими властями, в сентябре 1944 года премьер-министр Японии Куниаки Коисо заявил в парламенте, что Индонезии будет предоставлена независимость. Было разрешено вывешивать красно-белые национальные флаги и исполнять гимн «Великая Индонезия», однако японские власти делали упор на то, что независимость будет дана только после победы Японии в войне.

## Экономика: издержки войны
В годы японской оккупации основу индонезийской экономики составила нефтедобыча, поскольку именно в нефти нуждался японский флот. Поставки индонезийской нефти в Японию прекратились лишь с падением Филиппин в 1945 году, когда танкеры больше не могли прорываться на север. 
Созданные голландскими колонизаторами кофейные плантации оказались невостребованными. В августе 1942 года японские власти в Индонезии издали декрет, по которому следовало выкорчевать половину всех кофейных деревьев. Было уничтожено около 16 тысяч га чайных плантаций, из 220 чайных фабрик работало лишь 50. Поскольку Япония могла потребить лишь малую часть производимого в Индонезии каучука (а сама Индонезия потребляла лишь 1 % производимого в стране каучука — до войны всё остальное шло на экспорт), то громадные плантации стали лишними. 
Сахарные заводы попытались перевести на выпуск нужного военной промышленности спирта, а когда это не удавалось — заводы разрушали, а оборудование пускали на лом. В результате общее производство сахара за годы оккупации упало почти в 20 раз, число действующих заводов сократилось в 10 раз. 
В деревнях широко проводились реквизиции скота, а население мобилизовывалось на принудительные работы. Резкое падение жизненного уровня и неуверенность в завтрашнем дне привело к тому, что на первых порах японская система принудительного труда пользовалась некоторой популярностью среди молодёжи: работникам обещали пищу и одежду, а других способов выжить не существовало. В Индонезии сложилось две формы принудительного труда: трудовые батальоны «хэйхо» выполняли строительные работы и иногда несли караульную службу, контрактная система «ромуся» служила для отправки мобилизованных в другие страны. Полагают[кто?], что за время японской оккупации погибло порядка 4 миллионов индонезийцев, значительную часть которых составили «ромуся». 
Все жившие на архипелаге европейцы — порядка 62 тысяч человек — к концу 1943 года оказались в концлагерях, из них лишь треть было мужчинами, остальные — женщины и дети. Помимо них, ещё около 45 тысяч человек содержалось в лагерях для военнопленных.
Для денежных расчётов на территории оккупированной Индонезии японцы выпустили специальные оккупационные гульдены. Реальная их стоимость быстро падала, что привело к такому необычному результату, как погашению индонезийскими крестьянами своих долгов перед помещиками: долги крестьяне стали отдавать исключительно оккупационными деньгами, а не принимать их помещики не могли, ибо в этом случае могли вмешаться японцы, вынужденные выступать на стороне крестьян чтобы не признавать, что их деньги являются фикцией.

## ПЕТА
3 октября 1943 года японское командование издало указ о создании вспомогательных индонезийских вооруженных формирований ПЕТА (Пембела Танах Аир — армия защитников отечества), которые в 1945 году сыграли решающую роль в обретении Индонезией независимости. ПЕТА состояла из 81 территориального батальона численностью 600—800 человек каждый. Каждый батальон состоял из трёх стрелковых рот и роты тяжёлого оружия, делившейся на два миномётных и два артиллерийских взвода. Согласно японским планам, в случае высадки войск Союзников батальонам ПЕТА предназначалась роль береговой охраны, которая должна принять на себя первый удар. Для подготовки резерва армии ПЕТА японцы параллельно с её созданием расширяли сеть молодёжных военизированных организаций.

## Передача власти
Несмотря на все попытки японцев изолировать Индонезию от новостей из внешнего мира, было ясно, что японцы терпят поражение. Тревожной неожиданностью для японцев стало восстание батальона ПЕТА в районе Блитара, произошедшее в феврале 1945 года. Когда в апреле 1945 года СССР денонсировал пакт о нейтралитете с Японией, а 7 мая капитулировала Германия, то Министерство по делам Великой Восточной Азии оказалось вынужденным действовать, и 11 мая заявило, что к январю 1946 года Индонезии будет предоставлена независимость. Предполагалось, что Индонезия будет иметь федеративное устройство и вступит в войну на стороне Японии.
Была создана Исследовательская комиссия по подготовке независимости Индонезии, на заседании которой 1 июня 1945 года Сукарно предложил свою концепцию идеологических основ будущей независимости страны в виде пяти принципов. 10 июля комиссия приняла решение, что будущее государство будет республикой. Помимо территории Голландской Ост-Индии в новую Индонезию (Индонесия Рая) планировалось включить территории британской Малайзии и португальского Тимора. 
К концу войны антияпонские настроения в ПЕТА достигли опасного уровня, ненадёжными стали и все массовые организации. Умеренные политики-индонезийцы предупреждали японцев, что если те не хотят получить у себя в тылу в самый ответственный момент грандиозное восстание, то надо поторопиться с предоставлением стране независимости. В Австралии находилось нидерландское правительство Ост-Индии в изгнании, которое предполагало перебраться на территорию Индонезии и объявить себя единственным законным правителем Нидерландской Ост-Индии как только американцы займут какой-нибудь крупный город. 
29 июля 1945 года маршал Тэраути получил секретное послание из Токио:
В принципе император дарует индонезийцам независимость, однако она может быть провозглашена лишь тогда, когда участие России в войне станет неизбежным.
Решив, что затягивать дело дальше невозможно, маршал Тэраути 6 августа 1945 года вызвал к себе в ставку в Сайгон Сукарно, Хатту и Раджимана, и объявил им: «Японское правительство передаёт дело независимости вашего народа в ваши руки». Когда индонезийские лидеры 15 августа вернулись в Джакарту, то узнали, что советские войска уже продвигаются по Маньчжурии, а американцы применили какое-то новое оружие невиданной силы. В этот же день, 15 августа, в Джакарту пришло первое, официально ещё не подтверждённое сообщение о капитуляции Японии.
Была велика вероятность того, что с приходом войск Союзников на архипелаг возвратится нидерландская колониальная администрация. На совещании подпольных молодёжных группировок 15 августа было решено, что независимость должна быть провозглашена самим индонезийским народом, а не получена в дар от японского правительства. Было также решено предложить выступить с этим актом Сукарно и Хатте как наиболее авторитетным национальным лидерам. В связи с тем, что Сукарно и Хатта отказались от предложения подпольщиков, те пошли на отчаянный шаг: в ночь с 15 на 16 августа Сукарно и Хатта были похищены и доставлены в небольшой городок неподалёку от Джакарты, который контролировался батальоном ПЕТА, арестовавшим японских инструкторов. Солдаты, не подозревавшие, что приезд Сукарно и Хатты не был добровольным, радостно встретили вождей революции. Другие отряды ПЕТА тем временем устанавливали контроль над окрестностями Джакарты. В сложившихся условиях Сукарно решился на провозглашение независимости.

## Провозглашение независимости: конец оккупации
Вечером 16 августа Комиссия по подготовке независимости собралась в доме японского вице-адмирала Маэда. Утром, 17 августа, Сукарно зачитал толпе, собравшейся перед домом, Декларацию независимости:
Мы, индонезийская нация, настоящим провозглашаем независимость Индонезии. Вопросы, связанные с передачей власти, и другие вопросы будут решены самым тщательным образом в кратчайший срок.
Сразу после распространения текста декларации средствами массовой информации по всей стране начались массовые манифестации, в ходе которых демонстранты срывали японские флаги. 19 августа было сформировано первое правительство независимой Индонезии. Так как японцы не отрицали за Индонезией права на независимость, то они не предпринимали никаких действий, направленных на свержение правительства Сукарно, однако продолжали вести борьбу с радикальными индонезийскими группировками, тем самым расчищая дорогу умеренным элементам, сотрудничавшим с японцами в годы оккупации. Правительство Индонезии продолжало вести себя сдержанно по отношению к японской администрации, а 29 августа 1945 года приняло резолюцию, в которой говорилось, что господство Нидерландов над Индонезией завершилось 9 марта 1942 года, так как нидерландское правительство оказалось неспособным обеспечить безопасность и благосостояние индонезийского народа.
Союзники не имели свободных войск для немедленного десанта в Индонезии, и потому лорд Маунтбеттен мог лишь послать маршалу Тэраути телеграмму, в которой возлагал ответственность за поддержание порядка в Индонезии до прихода туда Союзников на японские войска. Одновременно Маунтбеттен направил в Джакарту миссию адмирала Петерсона, которая должна была проследить, чтобы японцы не капитулировали перед «самозванцами». Прибыв в Джакарту 15 сентября на крейсере «Кэмберленд» Петерсон обнаружил, что Республика Индонезия уже существует, причём не только в столице, но и в провинциях, что действует гражданская администрация, созданы министерства и ведомства и даже гражданская полиция. Он попытался заставить японский гарнизон Сурабаи продержаться до подхода англичан, но японцы наотрез отказывались сражаться, и к концу сентября сдались индонезийским отрядам.
29 сентября 1945 года в Джакарте высадился первый английский небольшой десант. Его командир генерал-лейтенант Кристисон сделал официальное заявление, что десант прибыл для того, чтобы разоружить японцев. Сукарно, выступая 2 октября, обратился к индонезийцам с просьбой сохранять спокойствие: если цели англичан таковы, как официально объявлено, то индонезийское правительство им препятствовать не будет. Однако Петерсен заявил, что английские войска будут поддерживать в стране порядок до тех пор, пока не начнёт функционировать законное правительство Нидерландской Ост-Индии. 4 октября прибыла новая партия британских войск, а также переброшенные из Европы первые нидерландские части, рассматривавшие индонезийцев как коллаборационистов, которых необходимо разоружить наравне с японцами. В этих условиях 5 октября Сукарно опубликовал президентский декрет о создании Национальной армии Индонезии.
Понимая, что для дальнейшего контроля над страной необходимо овладеть морской базой в Сурабае, 25 октября 1945 года англичане высадили там войска. Индонезийские отряды отказались сдать оружие, и началась война за независимость Индонезии.